# 宮崎県道408号矢岳高原京町線
宮崎県道408号矢岳高原京町線（みやざきけんどう408ごう やたけこうげんきょうまちせん）は、宮崎県えびの市を通る一般県道である。

## 概要
えびの市大字西川北の矢岳高原オートキャンプ場付近から国道268号交点のえびの市京町交差点を結ぶ。えびの市大字水流（つる）から終点までは国道447号と重複する。

### 路線データ
- 起点：えびの市大字西川北（矢岳高原オートキャンプ場付近）
- 終点：えびの市大字向江（えびの市京町交差点、国道268号交点、国道447号・宮崎県道53号京町小林線起点）
- 総延長；9.5 km[1]

## 歴史
- 2019年（平成31年）2月4日 - 宮崎県告示第74号により西川北京町温泉停車場線を廃止し、宮崎県告示第73号により本路線を認定[1]。

## 路線状況

### 重複区間
- 鹿児島県道・宮崎県道102号木場吉松えびの線（えびの市大字昌明寺 - えびの市大字水流（つる））
- 国道447号（えびの市大字水流 - えびの市大字向江・えびの市京町交差点（終点））

## 地理

### 通過する自治体
- えびの市

### 交差する道路
| 交差する道路                                                                  | 交差する場所     | 交差する場所              |
| ----------------------------------------------------------------------------- | ---------------- | ------------------------- |
| 鹿児島県道・宮崎県道102号木場吉松えびの線 重複区間起点                        | 大字昌明寺       |                           |
| 国道447号 重複区間起点 鹿児島県道・宮崎県道102号木場吉松えびの線 重複区間終点 | 大字水流（つる） |                           |
| 国道268号 国道447号 重複区間終点 宮崎県道53号京町小林線                       | 大字向江         | えびの市京町交差点 / 終点 |

### 沿線
- 矢岳高原オートキャンプ場
- えびの市立真幸中学校
- 京町温泉